# Школа «Кошик для сміття»
Школа кошик для сміття (англ. Ashcan School) — умовна назва художнього напряму в мистецтві Сполучених Штатів на межі XIX—XX століть.

## Історія

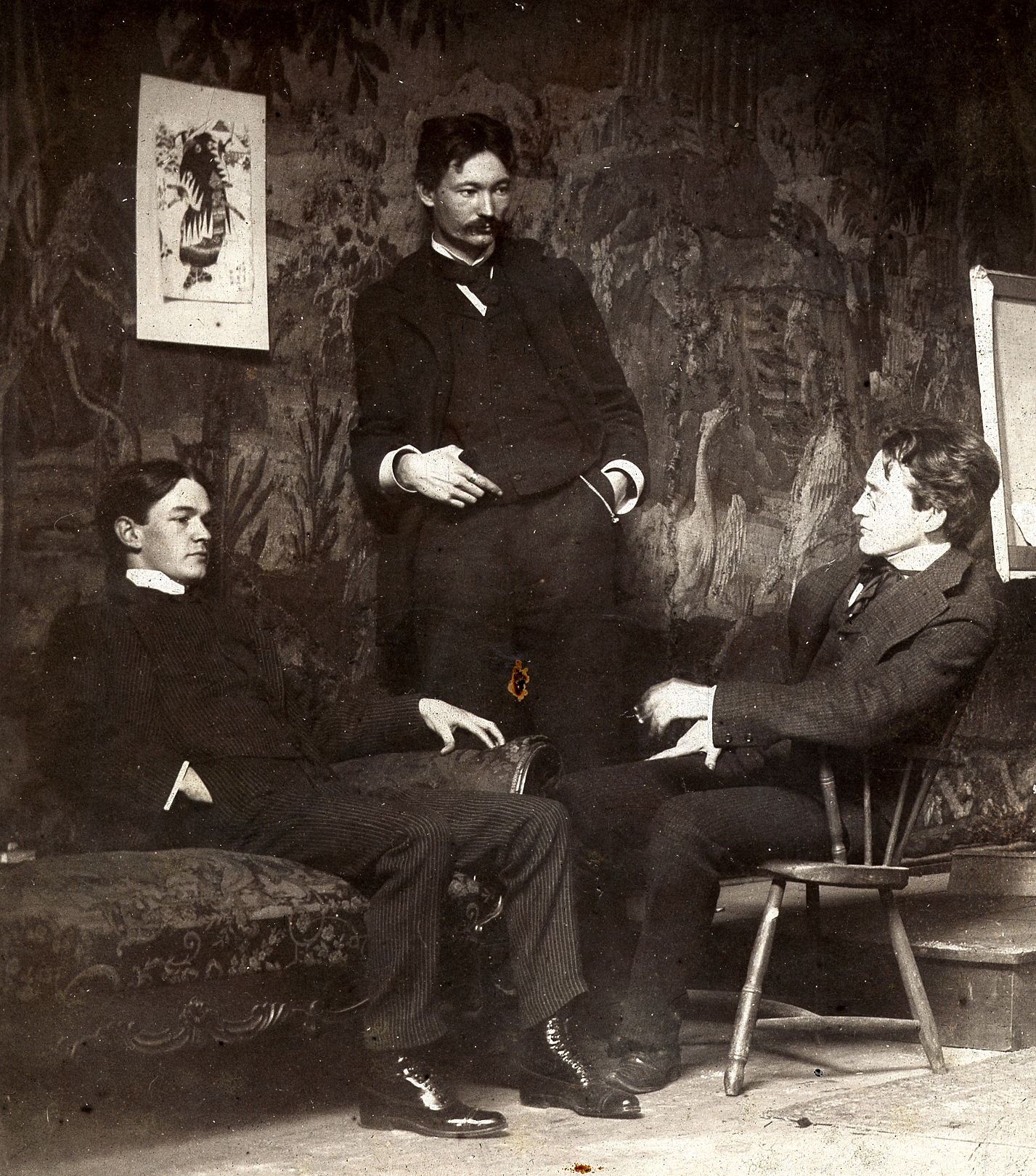
Художники (сидить ліворуч) Еверет Шинн, (стоїть) Роберт Генрі, (сидить праворуч) Джон Слоан, 1896 р.

Школа кошик для сміття — з несподіваною назвою не була суто організованим товариством, не випускала демонстративного маніфесту чи теоретичної платформи, в роки праці не вбачала себе єдиним товариством і не була пов'язана єдиними смаками чи кар'єрою. Художники помітно розрізнялись політичними уподобаннями: одні були аполітичні, інші — завзято цікавились політикою і намагались в неї втручатись. Частка зустрілась в Академії красних мистецтв в місті Філадельфія, де працював відомий в Сполучених Штатах художник Томас Аншуц, представник реалізму. Інші працювали ілюстраторами в редакціях газет в місті Філадельфія. Ні походження, ні виховання учасників напрямку не сприяли залученню їх до стилю академізм з його помертвілими на той час формулами композицій та античними сюжетами.

## Сутність пошуків
Сутність пошуків і сюжетів школи практично сформував Роберт Генрі, котрий оголосив про створення «мистецтва як журналістики (чи навіть репортерства), бажав бачити фарби реальні як вуличний бруд, як гній після коней чи лід в калюжах на Бродвеї». Він закликав до цієї платформи молодих учнів і приятелів і вважав, що побут і діяльність бідноти, пролетаріату і середнього класу варті відтворення в живопису і нічим не образять добропорядність чи аристократичні смаки сучасників.

## Відмінності школи

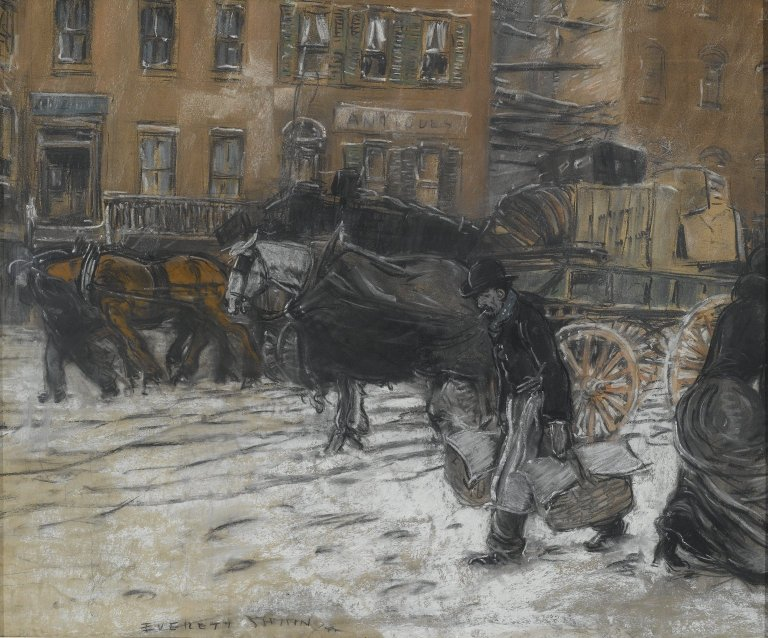
Еверет Шинн. «Зима на 21-й вулиці в Нью-Йорку»

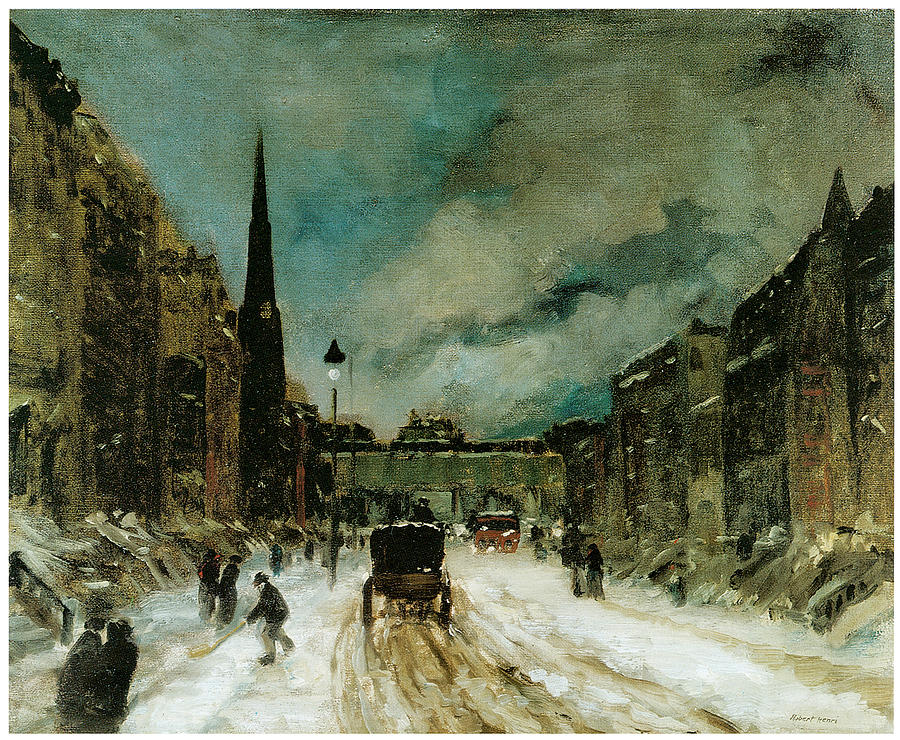
Роберт Генрі. «Вулиця в снігу», 1902 р.

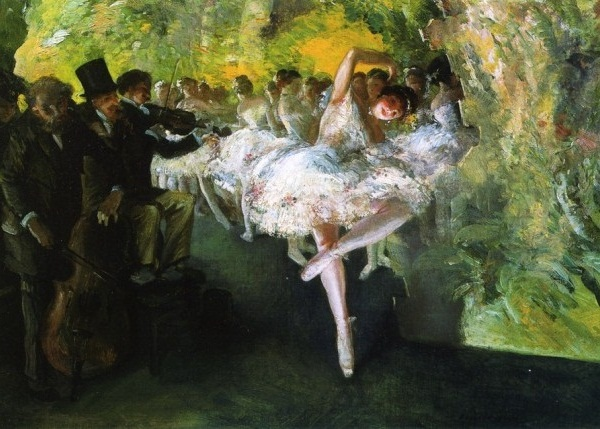
Еверет Шинн. «Репетиція балету», 1910 р.

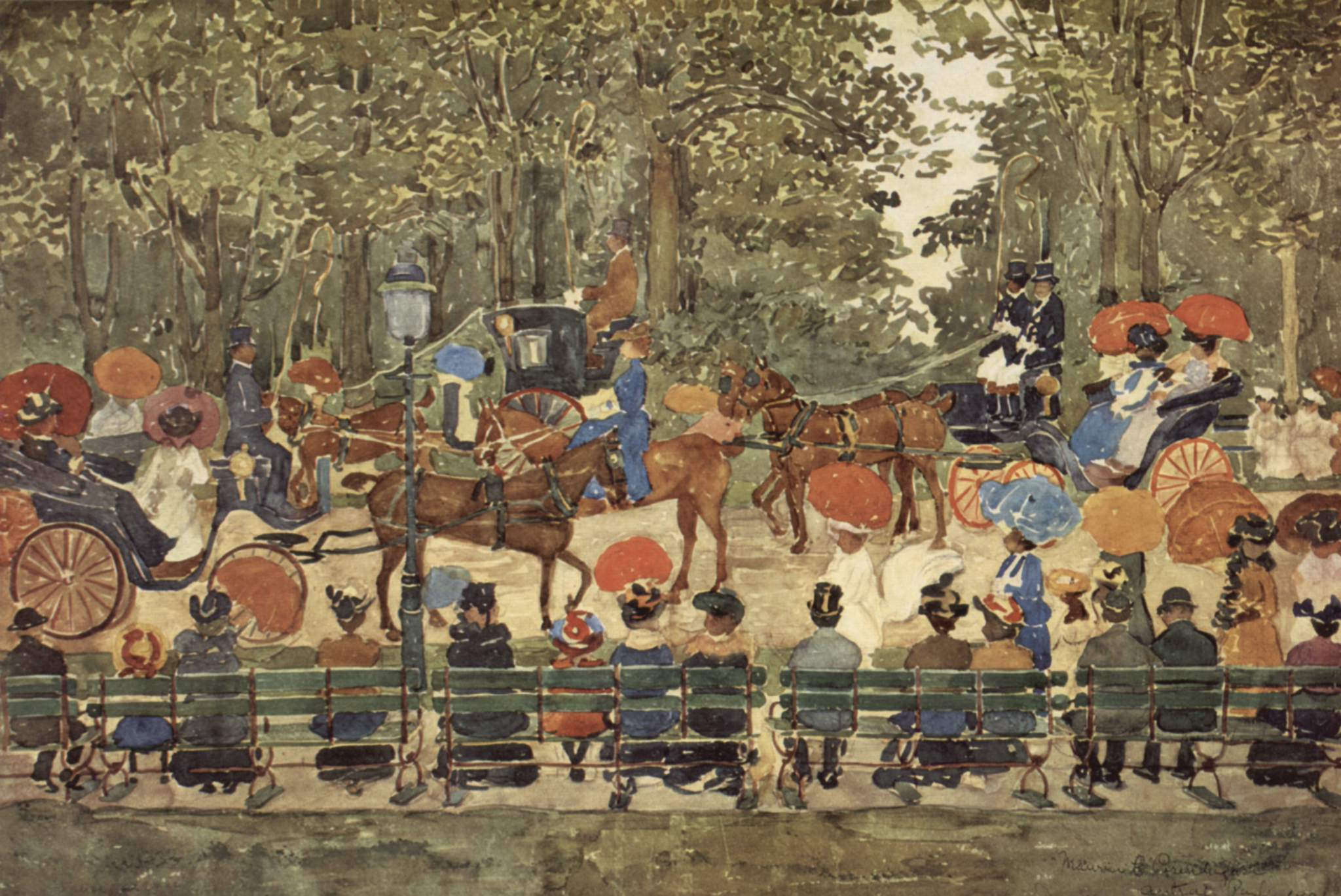
Моріс Прендергаст. «Гуляння в Центральному парку. Нью-Йорк»

Ще в 19 столітті в культурі Сполучених Штатів розпочалися важливі зрушення: з одного боку ретельно вивчались мистецькі течії та знахідки художників Британії і особливо Франції, з другого боку почалось активне формування великих бібліотек і музейних збірок. Американські багатії скуповують картини в Британії як нащадки власних предків і попередників, а також некритично всі модні картини митців Франції, ганяючись за престижними зразками Паризьких Салонів. В Сполучені Штати рано приїздять маршани, що торгують картинами паризьких художників, котрі поки що не уславились (але згодом стануть корифеями європейського мистецтва). В збірках США рано осідають картини представника барбізонської школи Франсуа Мілле, Едуара Мане, головних представників французького імпресіонізму від Каміля Піссарро до П'єра-Огюста Ренуара. І це підживлює американський імпресіонізм. На кінець 19 ст. в країні найбільш фінансово успішними стануть академічний реалізм та американський імпресіонізм.
У Франції навчаються або роками працюють і американці за походженням — Джеймс Вістлер, Мері Кассат, Джон Сінгер Сарджент, Чайлд Хассам, Еверет Шинн, Роберт Лівайс Рід, Купер Колін Кемпбел та низка інших.
На навчання в Європу намагався потрапити Вінслов Гомер, на диво самобутній художник зі Сполучених Штатів. На відміну від ретельно відтвореного живопису американських майстрів на кшталт Еббота Тайєра (1849—1941), Кеньйона Кокса (1856—1919), Вільяма Мерріта Чейза (1849—1916) живописна техніка школи «Кошик для сміття» — грубувата, іноді неохайна, брутальна і за технікою, і за сюжетами. Представники школи не рахувались з салонними смаками багатих верств населення і не орієнтувались на настанови академізму. Ці смаки обслуговували інші художники, серед них і французькі академісти (Жан-Леон Жером , Александр Кабанель, Вільям Бугро, Джованні Болдіні та ін.)
Персонажі картин школи — знедолені з бідняцьких районів, маргінали з нетрів, мешканці з перенаселених нетрів, невдахи чи особи, що не знайшли себе в капіталістичному суспільстві. Вони часто пригнічені навіть в затишних інтер'єрах чи в парках. Гостроти ситуаціям надають і гримаси капіталістичної реальності з її веселощами за гроші, похмурим побутом, невибагливими розвагами (нудне гуляння в мало пристосованих парках, концерти в театриках, закривавлені боксери, що б'ються і втрачають людську подобу). Серед персонажів картин — чимало людей спустошених і розгублених на тлі дегуманізованого оточення Нью-Йорка (інваліди, алкоголіки, повії, дрібний криміналітет), з його негативним урбанізмом і прискорено-виснажливим темпом життя, і навіть тварини, яких не полюбляло тодішнє шляхетне суспільство (свині).

## Термін існування і ставлення критиків
Митці школи перебрались із Філадельфії у Нью-Йорк 1904 року. Термін існування школи був не довгим через низку обставин (1908—1920). Плутанину посилювали вихід п'ятьох художників із товариства «Вісім», що перейшли в Школу кошик для сміття. «Вісім» не вказівка на кількість учасників, а на рік (1908) заснування товариства. На короткий термін з 1908 року інтерес до представників школи пожвавився і вони мали декілька виставок і отримали увагу преси і критиків.
Інші художники товариства «Вісім» не входили до школи кошика і їх художні манери помітно відрізнялись від стилістики і темної колористики митців школи кошика. Зреагували на цю стилістику і художні критики, що поставились до творів школи кошика негативно, находячи їх песимістичними, тривожними, невідповідними для виставок та музейних колекцій. Картини школи кошик для сміття вже не користувались популярністю. Тому більшість прихильників школи заробляла на життя не продажем власних картин, а працею в численних періодичних виданнях Нью-Йорка ілюстраторами. Це був період малювальників в газетах, яких згодом замінять на фотографів. На початок 1920 року твори митців школи кошик для сміття вже розцінили як старомодні і позбавлені актуальності. Модними, радикальними і фінансово підтриманими стають формалісти, кубісти та абстракціоністи. Школа почала сходити нанівець і через смерть художників, і через вичерпаність теоретичного підґрунтя. Митців та їх картини наче призабули на 60 — 80 років.
Плутанину підсилили історики, що довго не могли домовитись із точною кількістю учасників школи кошика. Вносили то одних, то других (до групи зарахували навіть фотографа), що зробило межі товариства досить розмитими, нечіткими.
Час сплинув. І на тлі живопису Сполучених Штатів, що втратив за роки панування абстракціонізму і сюжетність, і реалістичні традиції, заблищали нові імена — пейзажиста Роквела Кента, монументалістів Антона Рефреж'є та Арнаутова та ін. В Сполучені Штати на працю запрошені мексиканські муралісти, що привнесли в мистецтво багатої країни нові ідеї і нову змістовну наповненість (тут працювали Дієго Рівера, Давид Сікейрос, Руфіно Тамайо). В пістряву картину мистецтва США XX століття принесли інші культурні смаки численні художники і скульптори емігранти з Європи (Фешин Миколай Іванович, Коньонков Сергій Тимофійович, Карл Міллєс, Віктор Нізовцев) . Унікальною для Сполучених Штатів була творчість реаліста Ендрю Ваєта (1917—2009), автора уславлених пейзажів американської провінції.
Реалістичний живопис знову привернув увагу. Це підняло зацікавленість і до творчості представників школи кошика для сміття — як до національного надбання. Картини представників школи почали розшукувати і купувати галереї і музеї на зламі 20-21 ст. Тим паче що вони розробляли широку гаму художніх жанрів (портрет, пейзаж, побутовий жанр, натюрморт, марина (жанр), портрет актора в ролі, історичний живопис, ню).

## Відомі представники

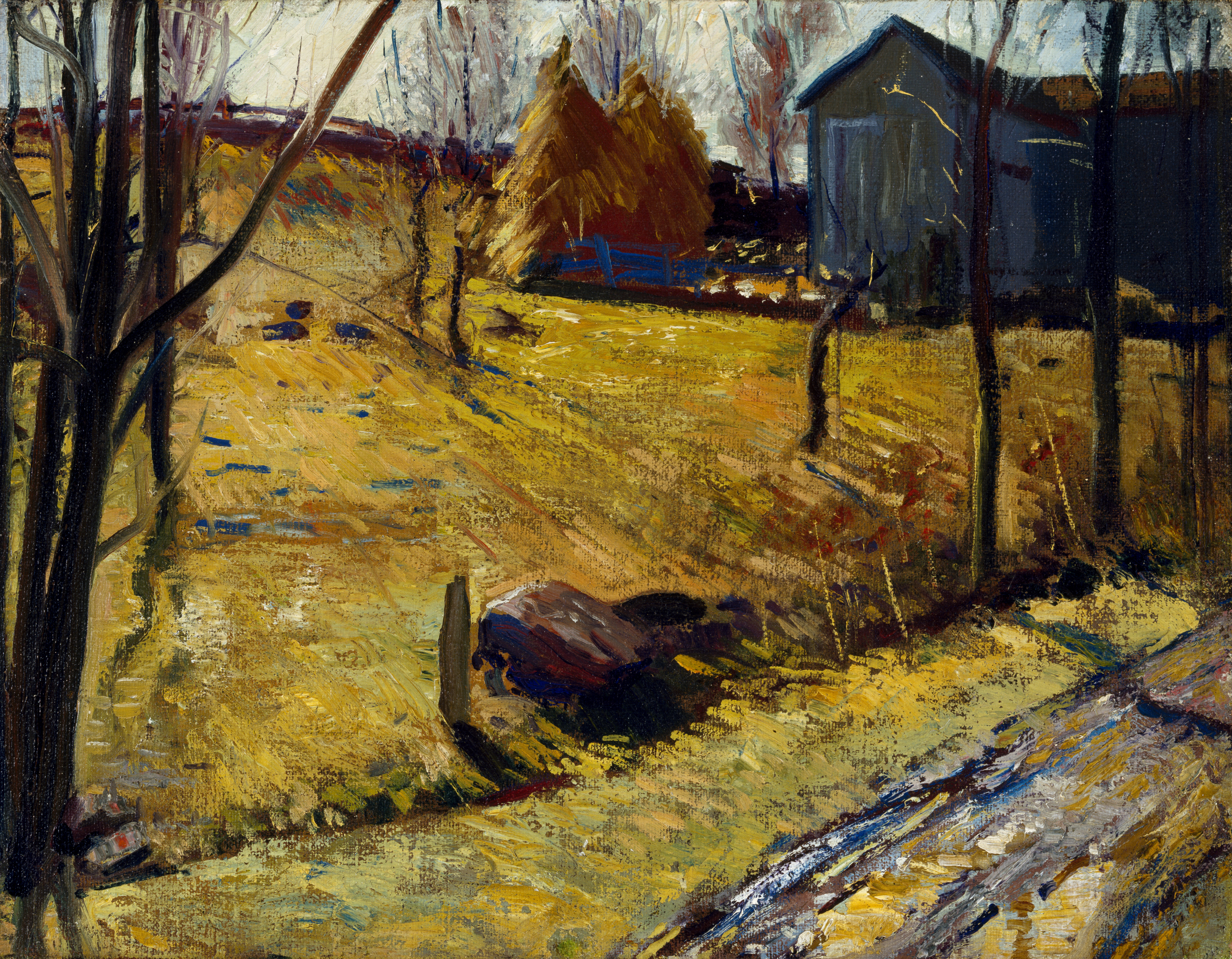
Джордж Беллоуз. «Стіжки і комора», 1909 рік, Г'юстон

- Джордж Беллоуз (1882—1925)
- Роберт Генрі (1865—1929)
- Томас Поллок Аншуц (1851—1912)
- Джон Слоан (1871—1951)
- Еверет Шинн (1876—1953)
- Вільям Глакенс (1870—1938)
- Джордж Бенджамін Лукз (1867—1933)
- Моріс Прендергаст (1858—1924)
- Джифорд Бел (1879—1956)

## Галерея вибраних творів представників напрямку

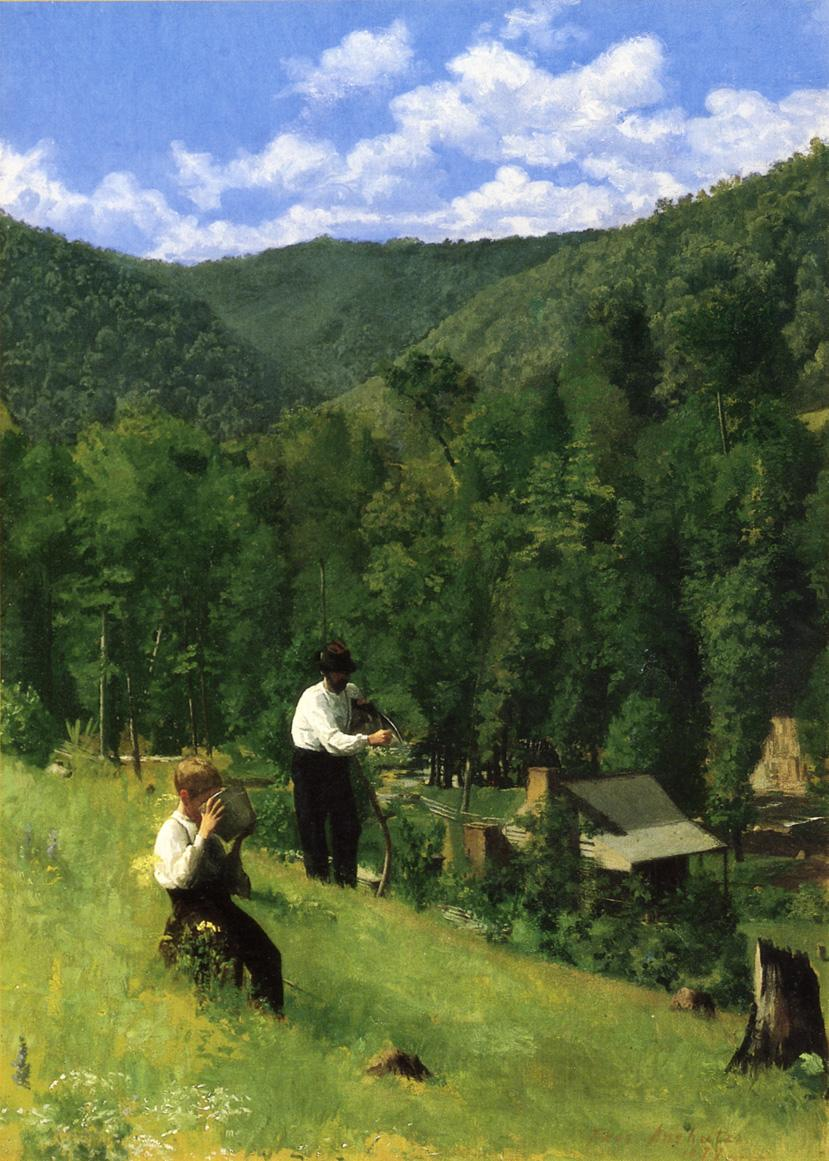
Томас Поллок Аншуц. «Фермер та його син на косовиці», 1879 р.
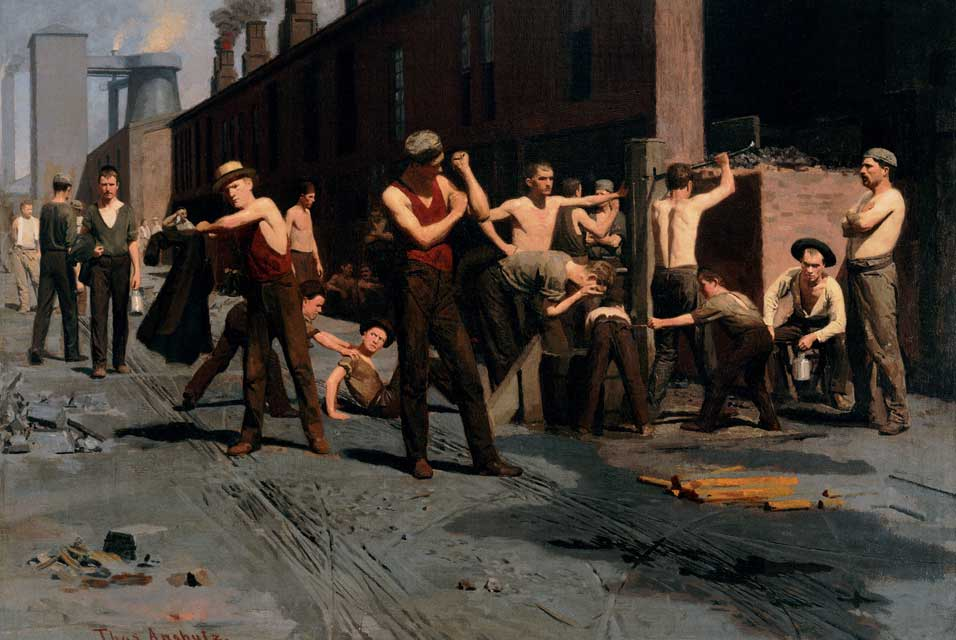
Томас Поллок Аншуц. «Кузня опівдні». 1880 р.
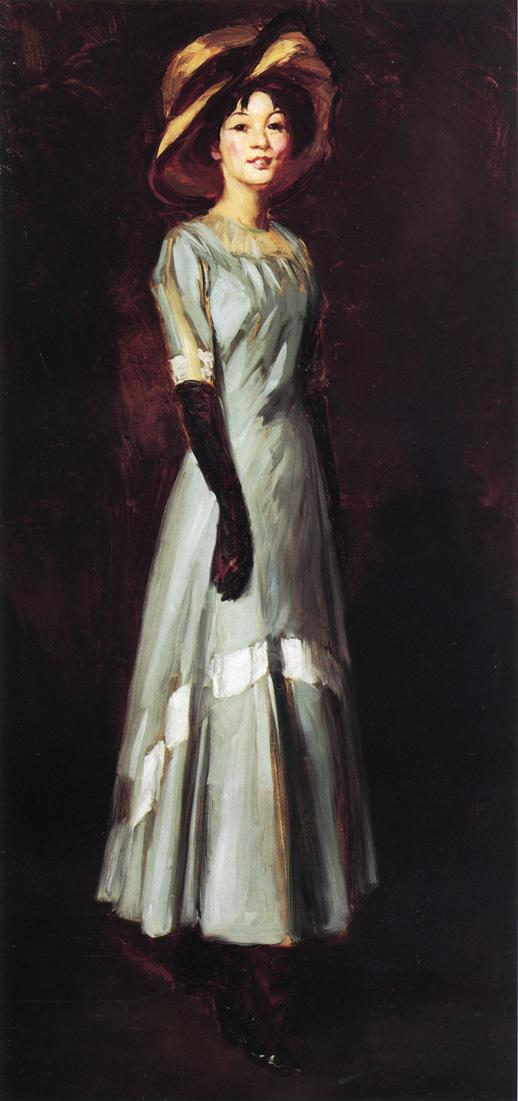
Роберт Генрі. «Місс Каі Вакі», 1902 р.
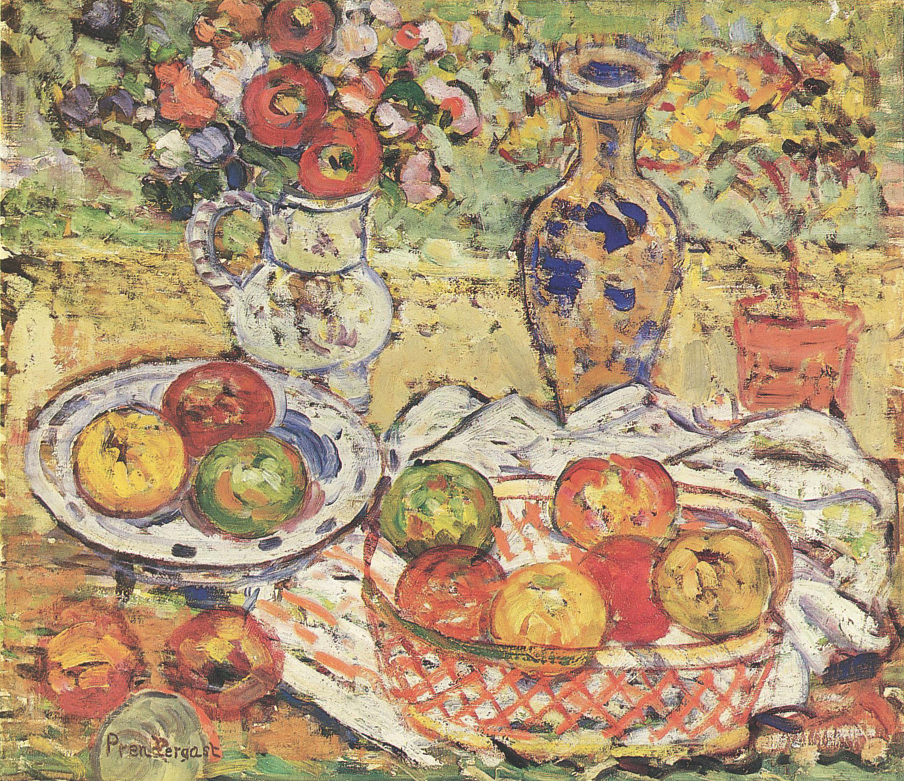
Моріс Прендергаст. «Натюрморт з яблуками і квітами»
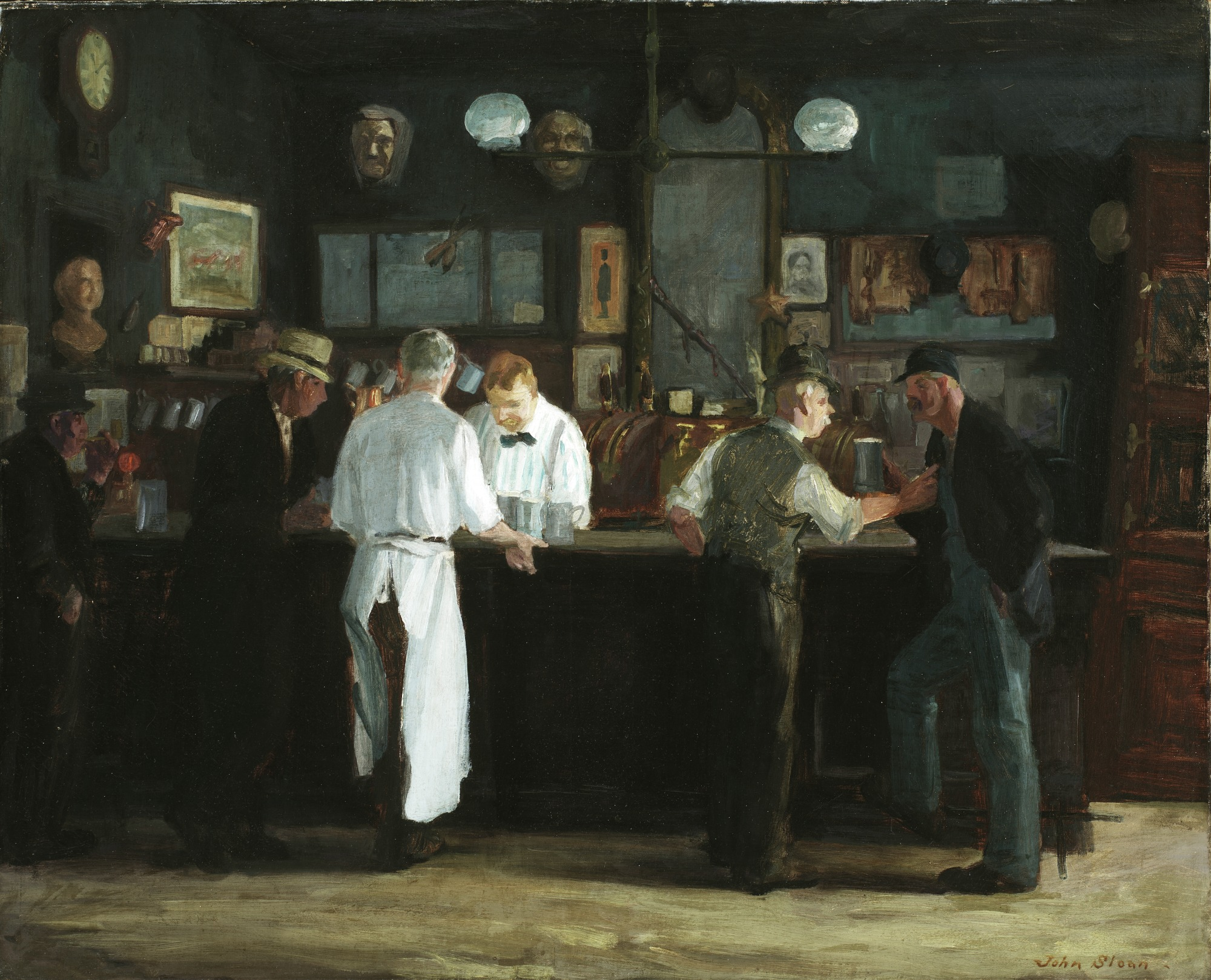
Джон Френч Слоан, «Бар Максорлі», 1912 р., Інститут мистецтв Детройта
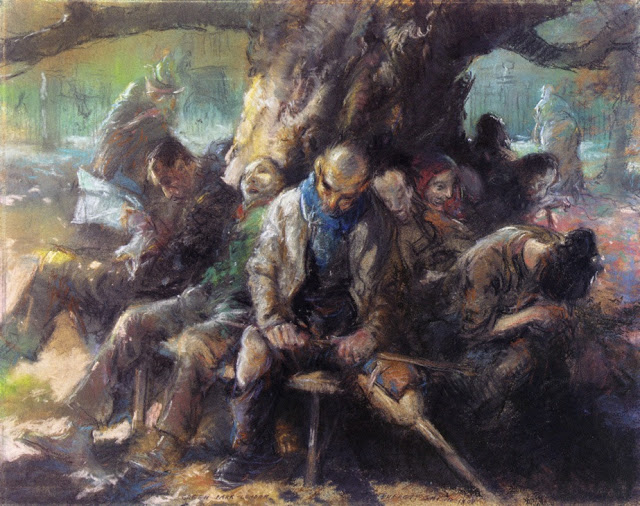
Еверет Шинн, «Грін парк в Лондоні», 1908 р.
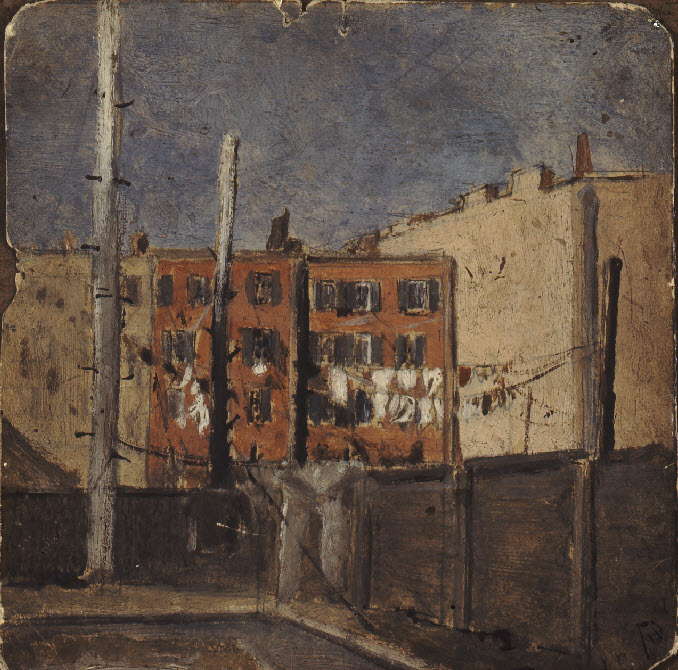
Жером Мейєрс. «Задній двір», 1887 р.
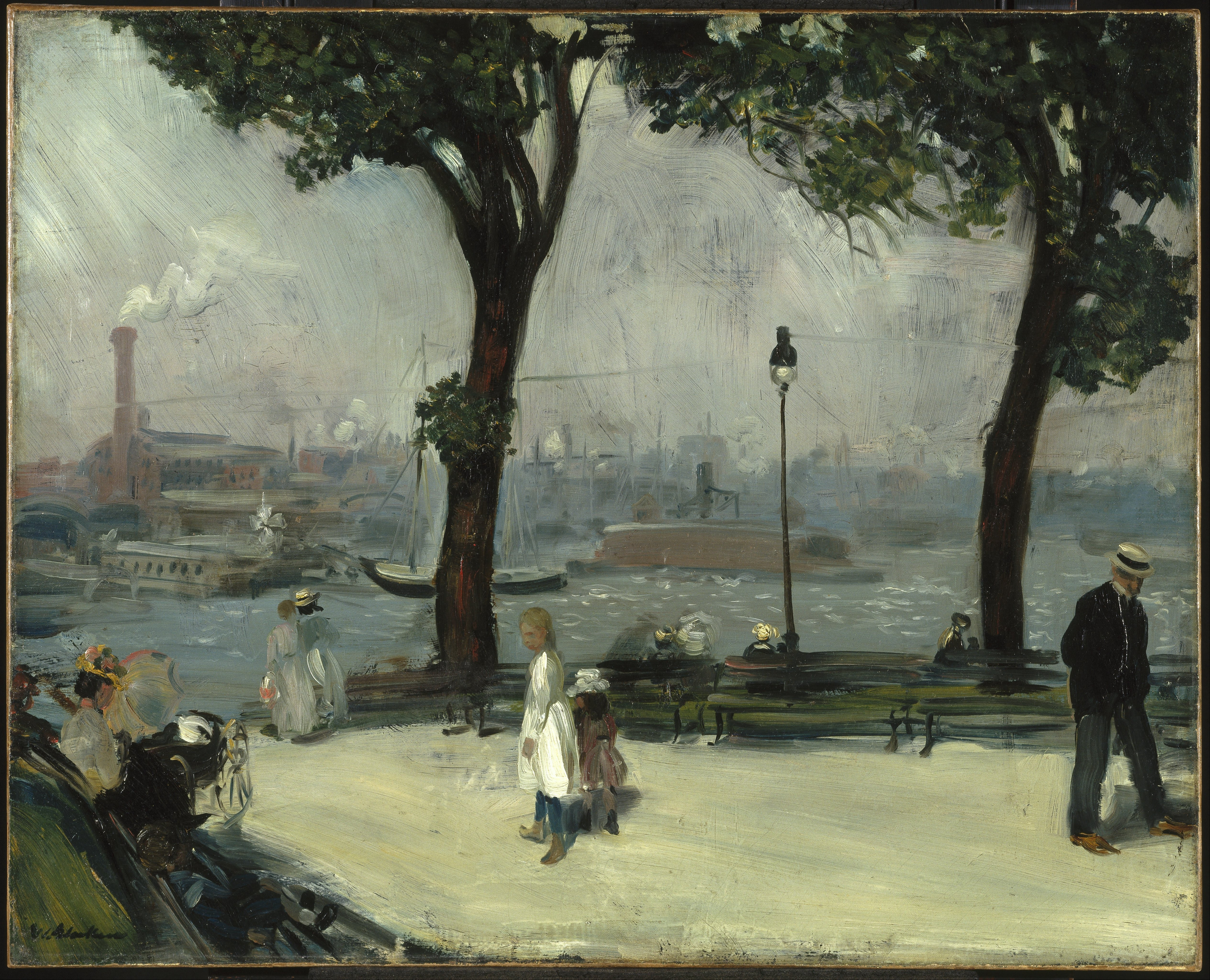
Вільям Глакенс. «Іст Рівер парк», 1902 р., Бруклінський музей.
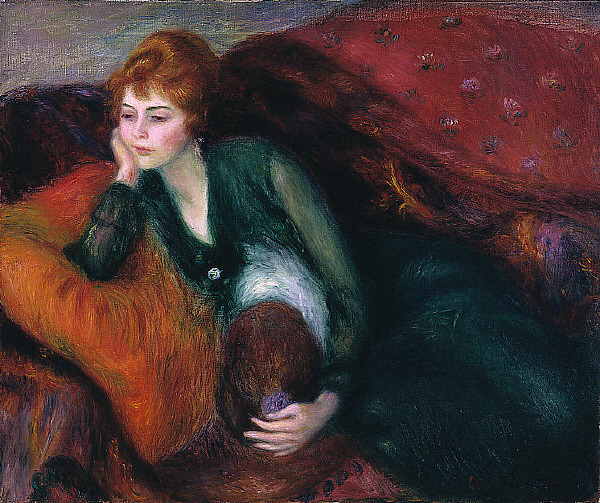
Вільям Глакенс. «Молода жінка в зеленому», 1915 р., Художній музей Сент Луїс
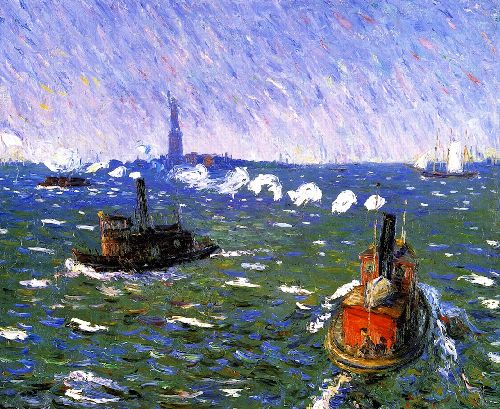
Вільям Глакенс. «Буксири в затоці Нью-Йорку», 1910 р.,
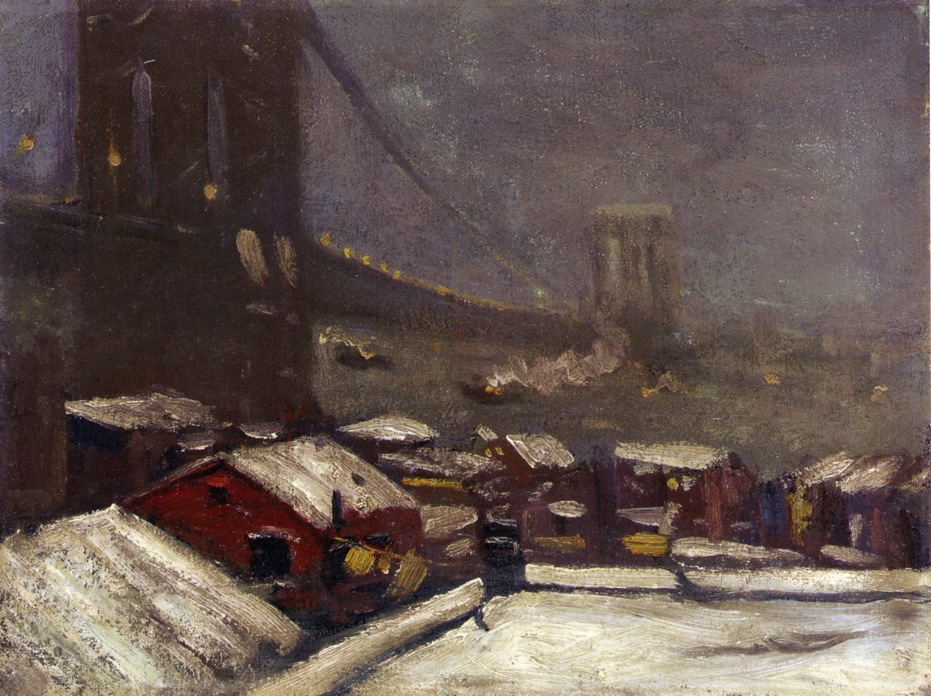
Джордж Бенджамін Лукз. «Бруклінський міст», 1916 р.
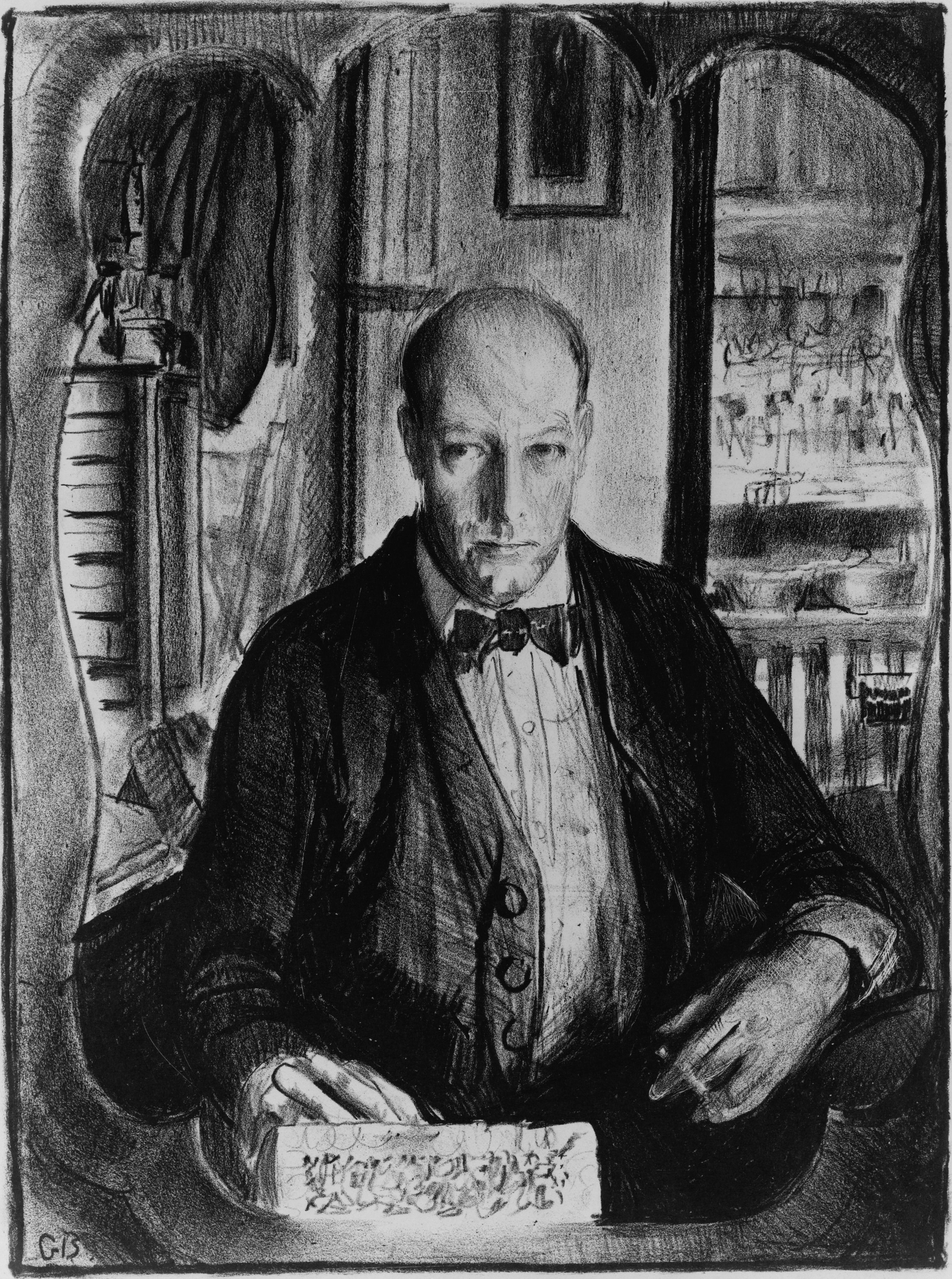
Джордж Беллоуз. «Автопортрет», 1921р., літографія
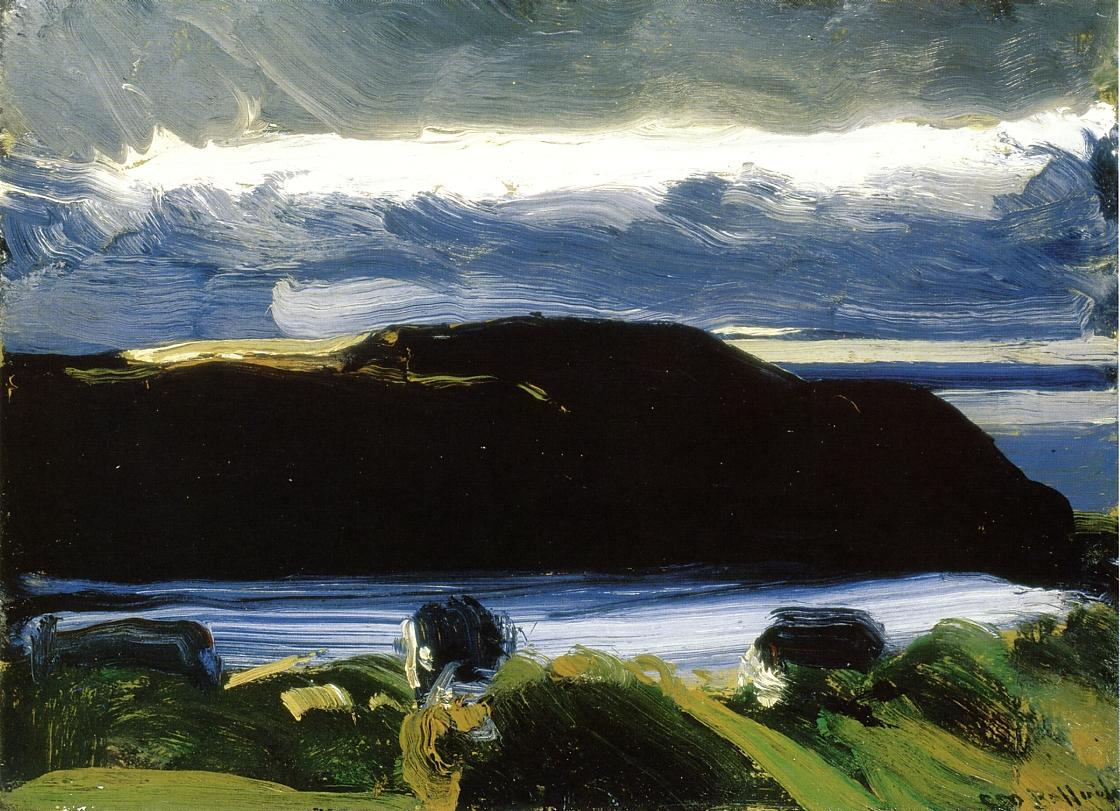
Джордж Беллоуз. «Похмуре небо. Острів Монхеган». 1916 р.
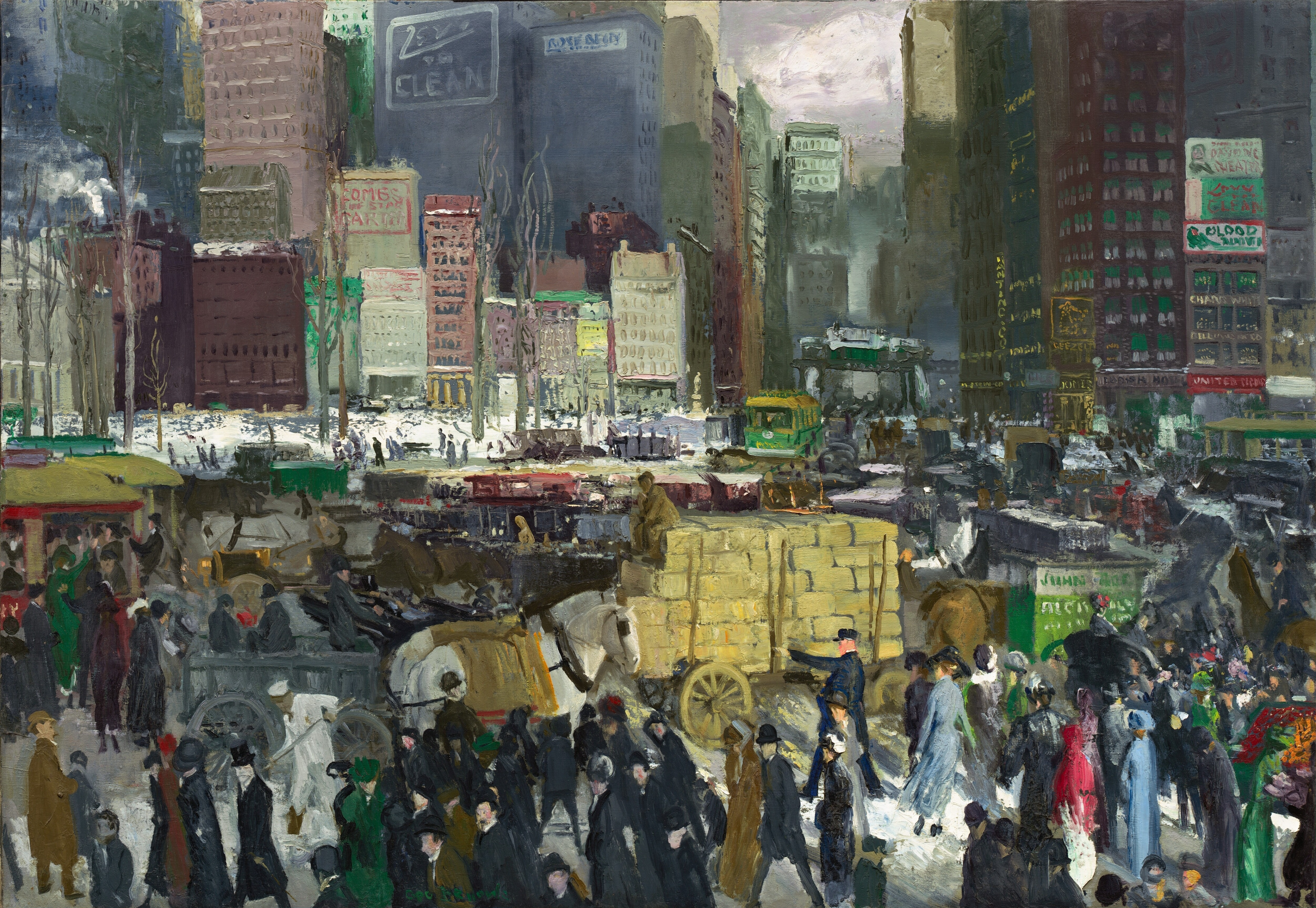
Джордж Беллоуз. «Нью-Йорк» 1911 p.
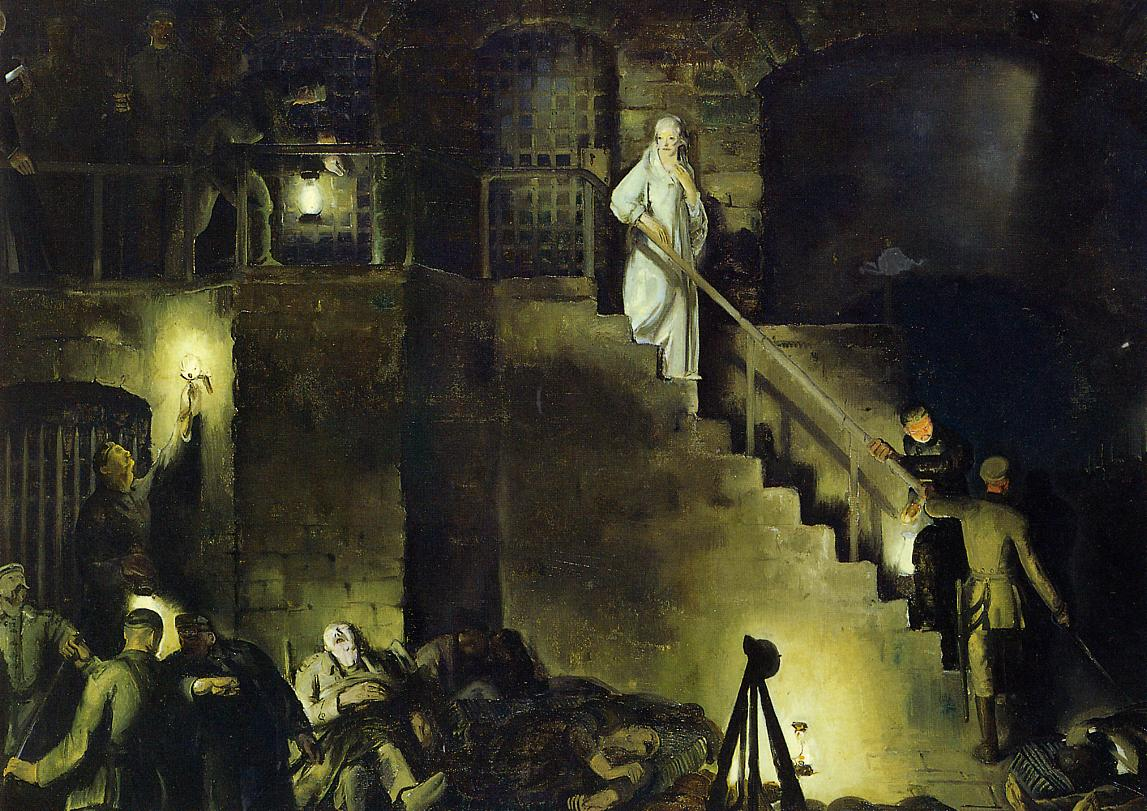
Джордж Беллоуз. Поміч медсестри Едіт Кавелл, 1918 р.
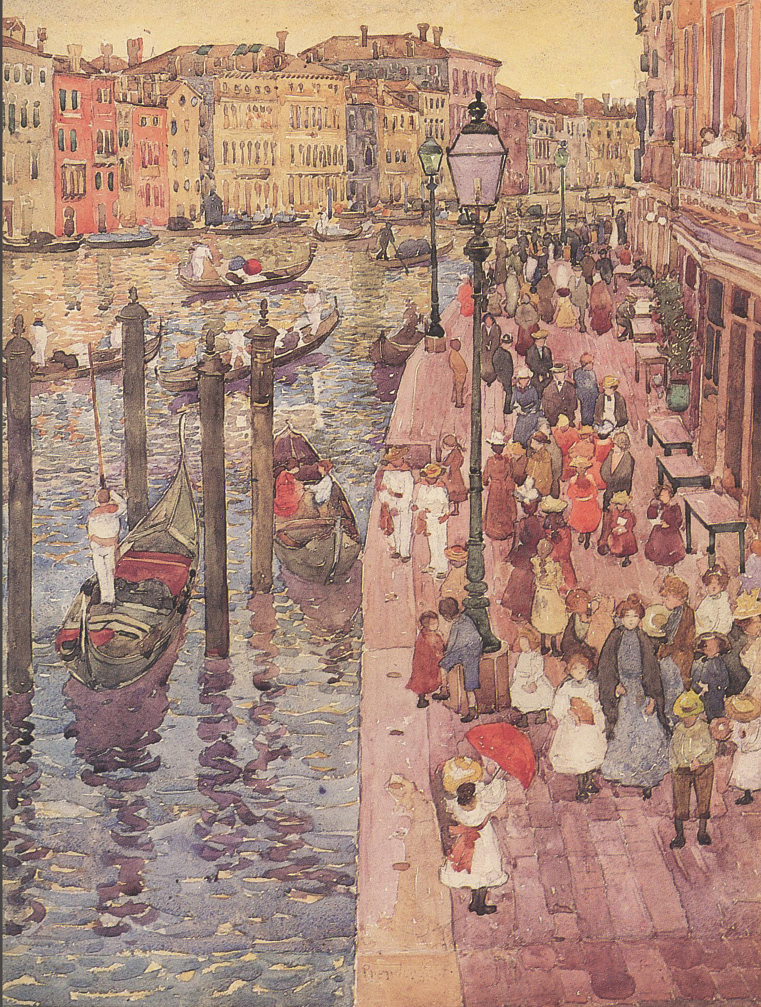
Моріс Прендергаст. «Гранд канал. Венеція», 1889 р.
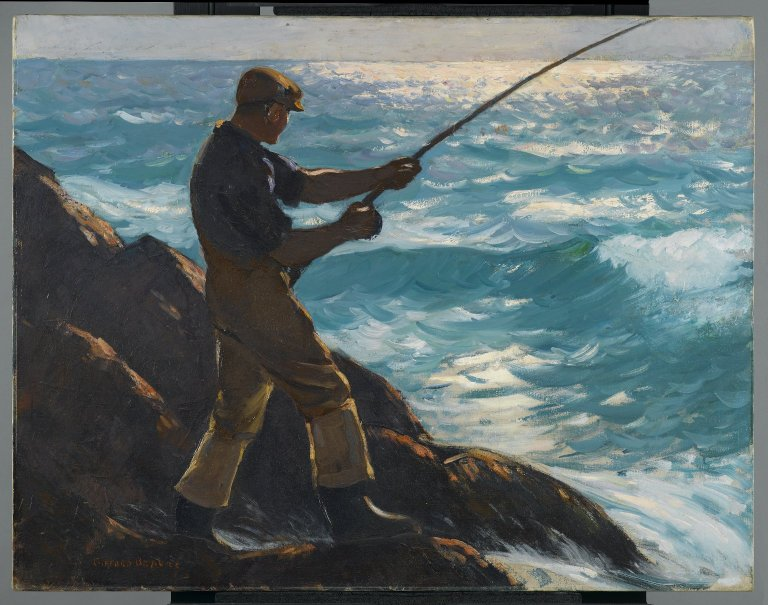
Джифорд Бел. «Рибалка». 1922 р. Бруклінський музей.
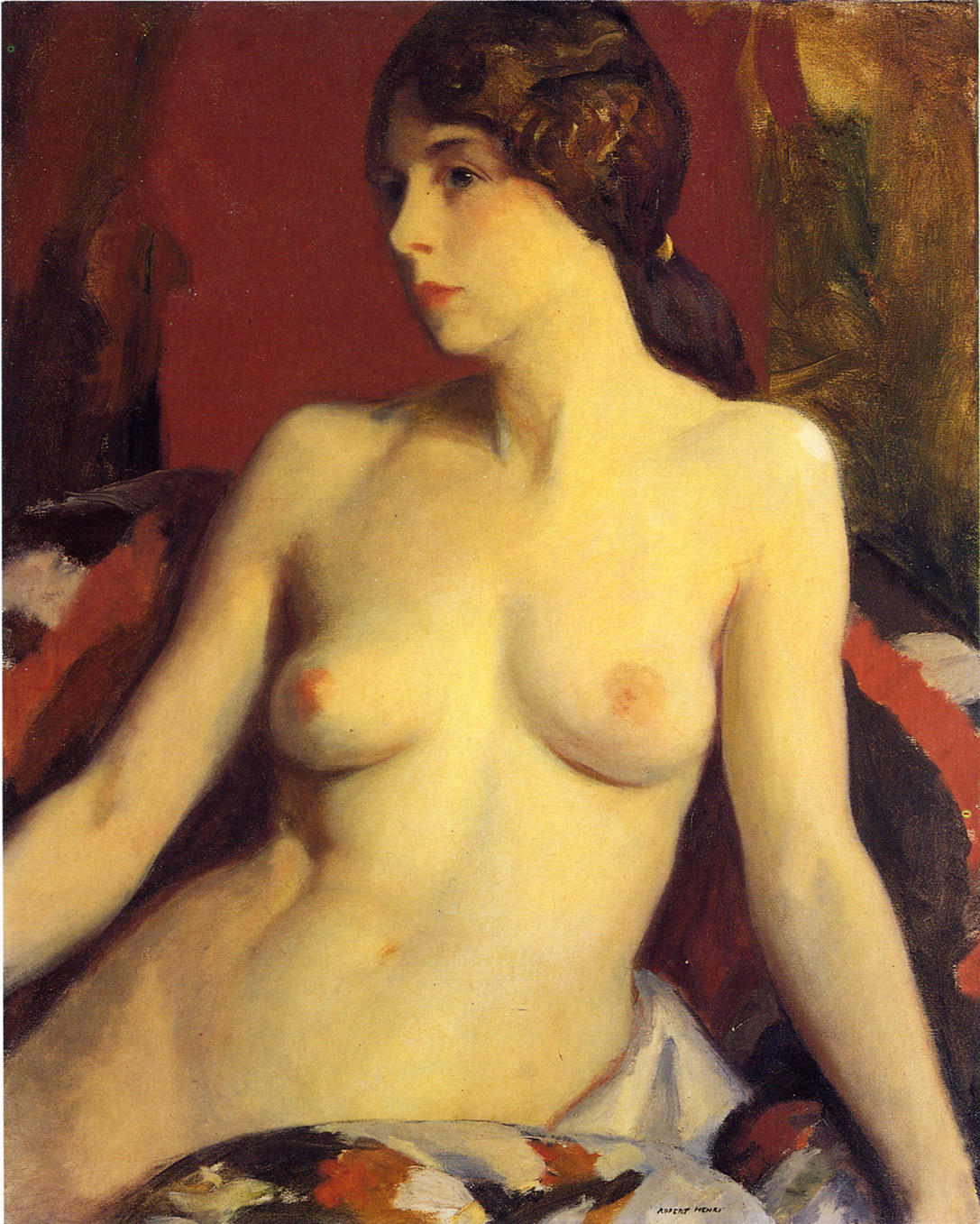
Роберт Генрі. «Ню. Мата Моана». 1920 р.